# Ферв'ю (Південна Дакота)
Ферв'ю (англ. Fairview) — місто (англ. town) в США, в окрузі Лінкольн штату Південна Дакота. Населення — 61 особа (2020).

## Географія
Ферв'ю розташований за координатами 43°13′19″ пн. ш. 96°29′15″ зх. д. / 43.22194° пн. ш. 96.48750° зх. д. (43.222022, -96.487414).  За даними Бюро перепису населення США в 2010 році місто мало площу 0,22 км², уся площа — суходіл.

## Демографія
Згідно з переписом 2010 року, у місті мешкало 60 осіб у 27 домогосподарствах у складі 18 родин. Густота населення становила 270 осіб/км².  Було 31 помешкання (139/км²).
Расовий склад населення:
| - 100,0 % — білих |

До двох чи більше рас належало 0,0 %. Частка іспаномовних становила 0,0 % від усіх жителів.
За віковим діапазоном населення розподілялося таким чином: 18,3 % — особи молодші 18 років, 56,7 % — особи у віці 18—64 років, 25,0 % — особи у віці 65 років та старші. Медіана віку мешканця становила 46,0 року. На 100 осіб жіночої статі у місті припадало 122,2 чоловіків;  на 100 жінок у віці від 18 років та старших — 113,0 чоловіків також старших 18 років.
Середній дохід на одне домашнє господарство  становив 54 764 долари США (медіана — 41 875), а середній дохід на одну сім'ю — 80 458 доларів (медіана — 72 500). За межею бідності перебувало 17,3 % осіб, у тому числі 0,0 % дітей у віці до 18 років та 33,3 % осіб у віці 65 років та старших.
Цивільне працевлаштоване населення становило 32 особи. Основні галузі зайнятості: транспорт — 21,9 %, публічна адміністрація — 18,8 %, виробництво — 18,8 %.